# Соколовський Артем Олександрович
Арте́м Олекса́ндрович Соколо́вський (5 грудня 1992, Сутиски, Вінницька область — 21 червня 2023) — український військовослужбовець, учасник російсько-української війни, почесний громадянин хмельницької міської територіальної громади, повний кавалер ордена «За мужність».

## Життєпис
Народився 5 грудня 1992 року в Сутисках Тиврівського району Вінницької області.
Після закінчення школи навчався на спортивному факультеті Тиврівського ліцею поглибленої підготовки в галузі науки.
В 2010—2013 роках навчався у Харківській академії внутрішніх військ.
2017 року підписав контракт з збройними силами.
Брав участь у бойових діях на сході України. З початком повномасштабного вторгнення захищав Україну від російських окупантів в складі хмельницького окремого полку спеціального призначення Збройних сил України.
Загинув 21 червня 2023 року в селі Васюківка поблизу Бахмута..

## Нагороди та вшанування
- Орден «За мужність» III ступеня[2].
- Орден «За мужність» II ступеня.
- Орден «За мужність» I ступеня[3].
- Нагрудний знак «За взірцевість у військовій службі» III ступеня.
- Медаль «Учасник військового параду»
- Почесний громадянин Хмельницької міської територіальної громади (посмертно)[4].